# Соната для фортепиано № 15 (Бетховен)
Соната для фортепиано № 15 ре мажор, op. 28, была написана Бетховеном в 1801 году и посвящена Йозефу фон Зонненфельсу, секретарю Венской академии изящных искусств. Соната, также, как и сонаты № 11 и 12, названная Бетховеном «большой сонатой», была издана А. Кранцем в Гамбурге под названием «пасторальная». Это название, впоследствии, и закрепилось за произведением, как в полной мере соответствующее его музыке. Написание сонаты такого типа, сразу после «лунной»,  характерно для Бетховена, творчество которого насыщено полярными эмоциями. Многие критики, такие, как Ленц, Нагель, Ромен Роллан, отмечали идиллическое спокойствие сонаты, лишённое чрезмерных страстей, композитор словно отдыхает, после написания крайне эмоциональной лунной сонаты.

## Структура
Соната для фортепиано № 15 Бетховена состоит из четырёх частей: 1) Allegro, 2) Andante, 3) Scherzo, Allegro vivace, 4) Rondo, Allegro ma non troppo.
Первая часть сонаты Allegro, D-dur, состоит из лирических пасторальных тем, развивающихся в экспозиции, в разработке привносится некоторый драматизм, который однако полностью растворяется в репризе, повторяющей череду образов экспозиции.
Вторая часть сонаты Andante, d-moll, представлены несколькими лаконичными вариациями, несколько схожими с вариациями первой части сонаты № 12.
В третьей части сонаты Scherzo, Allegro vivace, D-dur, свободно и непринуждённо звучат фольклорные мотивы. Вариации трио третьей части сонаты, впоследствии, послужили примером для композиторов XIX века — Шопена, Бизе, Грига, при написании музыки близкой к народным мотивам.
Четвёртая часть сонаты Rondo, Allegro ma non troppo, D-dur, возвращается к темам первой части, органично завершая сонату.